# Toamasina (Provinz)
Toamasina ist eine ehemalige Provinz (faritany mizakatena) im Osten Madagaskars mit der gleichnamigen Hauptstadt Toamasina, die den wichtigsten Handelshafen Madagaskars beherbergt. Die Provinz hatte eine Fläche von 71.911 km² und rund 2,59 Millionen Einwohner. Am 4. April 2007 ließ Marc Ravalomanana ein Referendum über eine Änderung der Verfassung abhalten, das eine neue Verwaltungsgliederung ohne Provinzen ab Oktober 2009 festlegte.
Die Île aux Nattes liegt östlich im Indischen Ozean. Mit Ausnahme der Provinz Toliara grenzte Toamasina an alle anderen ehemaligen Landesprovinzen:
- an Antsiranana im Norden
- an Mahajanga im Nordwesten
- an Antananarivo im Südwesten
- an Fianarantsoa im Süden

## Verwaltungsgliederung
Bis  Oktober 2009 war Madagaskar in sechs Provinzen (faritany mizakatena) aufgeteilt. Die 2004 gegründeten Regionen (Faritra) waren bis zur Auflösung der Provinzen zweite Verwaltungseinheit. Ab November 2009 wurden sie somit erste administrative Verwaltungseinheit. Die Regionen sind jeweils in Distrikte (Fivondronana) unterteilt. Nachfolgend ist die Gliederung für die ehemalige Provinz Toamasina dargestellt.
| - Region Alaotra-Mangoro - 1. Ambatondrazaka - 2. Amparafaravola - 3. Andilamena - 4. Anosibe An’ala - 11. Moramanga - Region Analanjirofo - 6. Fenoarivo Atsinanana - 8. Mananara Nord - 9. Maroantsetra - 12. Sainte Marie - 13. Soanierana Ivongo - 17. Vavatenina | - Region Atsinanana - 5. Antanambao Manampotsy - 7. Mahanoro - 10. Marolambo - 14. Toamasina I - 15. Toamasina II - 16. Vatomandry - 18. Brickaville |